# Petter Øverby
Petter Øverby (født 26. marts 1992) er en norsk håndboldspiller, der spiller for KIF Kolding København og det norske A-landshold.